# Truyền thông phương Tây

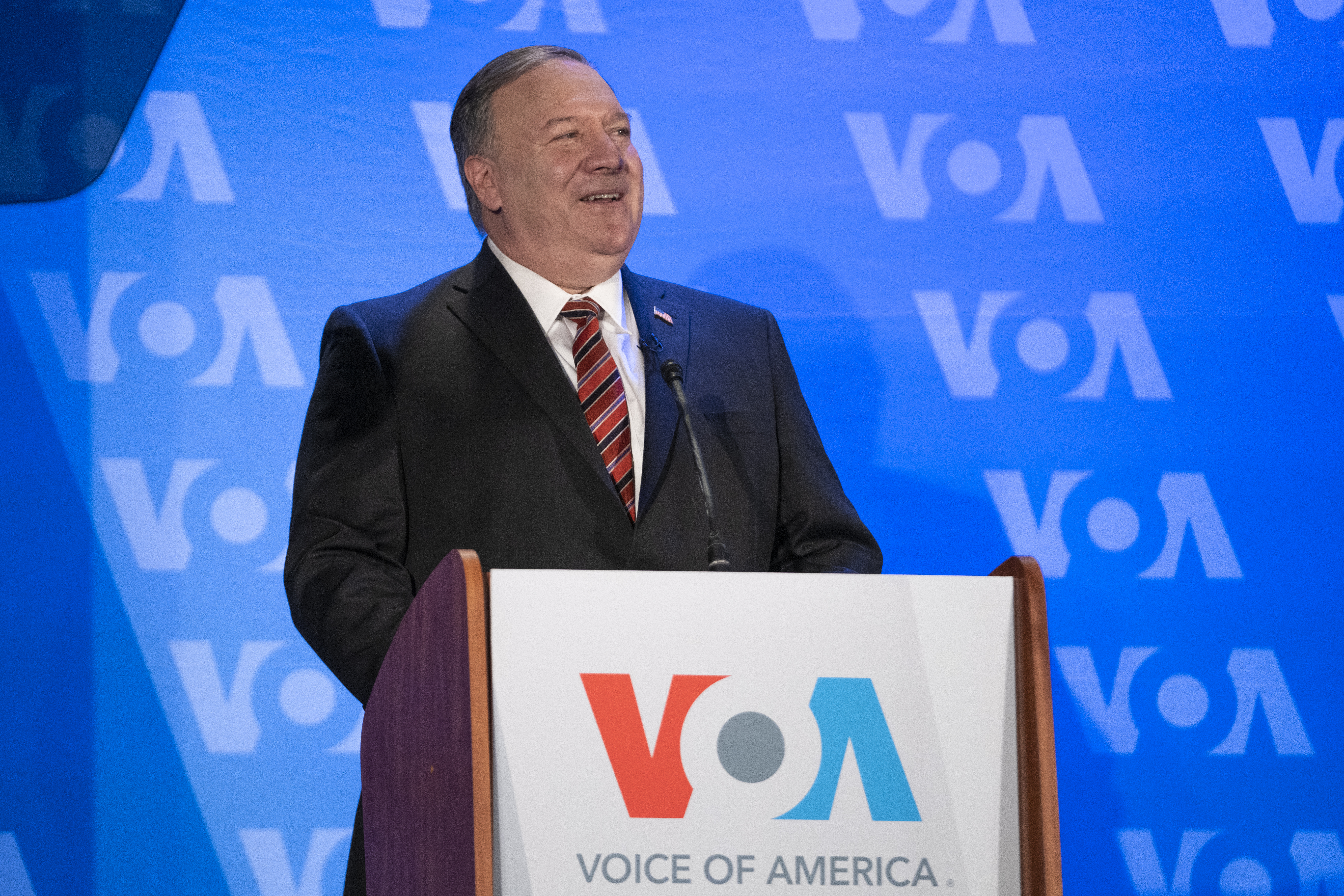
VOA

BBC

Truyền thông phương Tây (Western media) là phương tiện truyền thông đại chúng của thế giới phương Tây. Trong Chiến tranh Lạnh, truyền thông phương Tây đối lập với truyền thông Liên Xô. Phương tiện truyền thông phương Tây đã dần dần mở rộng sang các nước đang phát triển (thường là các nước không thuộc khối phương Tây) trên khắp thế giới. Tổ chức Phóng viên không biên giới của phương Tây đã đưa ra Chỉ số tự do báo chí trong đó chấm điểm cao nhất cho các quốc gia phương Tây trong năm 2018 như Na Uy, Thụy Điển, Hà Lan, Phần Lan, Thụy Sĩ, Jamaica, Bỉ, New Zealand, Đan Mạch và Costa Rica. Vào năm 2014, UNESCO cũng đã báo cáo cho rằng "quyền tự do xuất bản ở 27 quốc gia thuộc khu vực Tây Âu và Bắc Mỹ vẫn được duy trì thường xuyên".
Nguồn gốc của các phương tiện truyền thông phương Tây có thể bắt nguồn từ cuối thế kỷ XV, khi báo in bắt đầu hoạt động trên khắp Tây Âu. Sự xuất hiện của tin tức truyền thông vào thế kỷ XVII phải được coi là có mối liên hệ chặt chẽ với sự lan rộng của báo in, từ đó hình thành nên định nghĩa của xuất bản báo chí. Ở Anh, lĩnh vực báo chí phát triển trong thời kỳ biến động chính trị thách thức sự cai trị tuyệt đối của chế độ quân chủ Anh. Năm 1641, báo chí lần đầu tiên được phép xuất bản tin tức trong nước. Bất chấp sự kiểm soát chặt chẽ của giới tinh hoa chính trị đối với báo in nhằm hạn chế sự mở rộng của báo chí, ngành in ấn vẫn tiếp tục phát triển. Vào cuối thế kỷ XVIII, chỉ riêng ở Anh đã có hơn 10 triệu tờ báo được phân phát hàng năm.

## Tác động
Bosah Ebo viết rằng: "trong Chiến tranh Lạnh, Hoa Kỳ và Liên Xô đã tiến hành một chính sách ngoại giao truyền thông mạnh mẽ nhằm tạo ra hình ảnh của nhau trên bình diện quốc tế". Đài Tiếng nói Hoa Kỳ và Đài Châu Âu Tự do được Hoa Kỳ thành lập để đối lập với các phương tiện truyền thông do khối cộng sản toàn trị ở Khối phía Đông.  Học giả James Schwoch viết: "Chương trình và sự phát triển truyền hình lấy cảm hứng từ phương Tây trong Chiến tranh Lạnh ở Đức và Châu Âu bắt đầu không hẳn là trường hợp của luồng thông tin tự do không bị cản trở từ Tây sang Đông, mà là một đối trọng mạnh mẽ ngăn cản, hoặc ngăn cản, Dòng chảy đầu tiên của bối cảnh truyền hình châu Âu có nguồn gốc từ Liên Xô".
Trong Chiến tranh Lạnh, các phương tiện truyền thông phương Tây dần dần được chấp nhận như một nguồn tin tức đáng tin cậy. Ở Mỹ là sự thịnh hành của luồng truyền thông dòng chính. Ở Đông Đức trước đây, các cuộc khảo sát tử phương Tây cho thấy hơn 91% người di cư từ phía Đông Đức sang nhận thấy các phương tiện truyền thông phương Tây đáng tin cậy hơn các phương tiện truyền thông ở Đông Đức. Biên tập viên Tariq Ali của New Left Review khẳng định rằng "khái niệm về báo chí tự do trên các phương tiện truyền thông phương Tây trong thế kỷ XX đã phát triển như một sự đối lập với mô hình độc quyền của Nhà nước của Liên Xô trước đây với mục đích thể hiện sự vượt trội của mình bằng cách đáp ứng sự đa dạng của các tiếng nói. Xét về những gì nó đăng tải và những gì nó thể hiện, các phương tiện truyền thông phương Tây đã đạt đến tột đỉnh trong thời kỳ Chiến tranh Lạnh".
Mức độ đưa tin về nhân quyền toàn cầu đã tăng lên trên các phương tiện truyền thông của Global North từ năm 1985 đến năm 2000. Phân tích hồi quy về báo cáo nhân quyền của các tạp chí tin tức The Economist và Newsweek nhận thấy rằng "hai nguồn truyền thông này đưa tin về các hành vi vi phạm nhân quyền thường xuyên hơn khi chúng xảy ra ở các quốc gia có mức độ đàn áp nhà nước, phát triển kinh tế, dân số và sự chú ý của Tổ chức Ân xá Quốc tế cao hơn. Ngoài ra còn có một số bằng chứng cho thấy sự cởi mở về chính trị, số người chết vì chiến tranh và xã hội dân sự ảnh hưởng đến việc đưa tin, mặc dù những tác động này không mạnh mẽ". Năm 2008, một phân tích thực nghiệm về tác động của việc "réo tên và bôi nhọ" các chính phủ được cho là có vi phạm nhân quyền (từ các cơ quan truyền thông cũng như chính phủ và tổ chức phi chính phủ) cho thấy rằng "các chính phủ nhìn nhận việc chú ý đến các hành vi vi phạm thường áp dụng các biện pháp bảo vệ tốt hơn cho các quyền chính trị sau đó, nhưng chúng hiếm khi ngăn chặn hoặc có vẻ làm giảm bớt các hành động khủng bố". Nghiên cứu của phương Tây cũng cho thấy rằng: "Ở một số nơi, dư luận toàn cầu kéo theo nhiều đàn áp hơn trong thời gian ngắn, làm trầm trọng thêm sự bất an của các nhà lãnh đạo và thúc đẩy họ sử dụng hành vi có tính khủng bố, đặc biệt là khi các nhóm đối lập có vũ trang hoặc các cuộc bầu cử đe dọa quyền lực và sự độc quyền, độc tài của họ".